# Campeonato Mato-Grossense 2017
In 2017 werd het 75ste Campeonato Mato-Grossense gespeeld voor voetbalclubs uit de Braziliaanse staat Mato Grosso. De competitie werd georganiseerd door de FMF en werd gespeeld van 29 januari tot 7 mei. Cuiabá werd kampioen.

## Eerste fase

### Groep A
| Plaats | Club       | Wed. | W | G | V | Saldo | Ptn. |
| ------ | ---------- | ---- | - | - | - | ----- | ---- |
| 1.     | Sinop      | 8    | 5 | 3 | 0 | 16:6  | 18   |
| 2.     | Luverdense | 8    | 5 | 3 | 0 | 16:8  | 18   |
| 3.     | Mixto      | 8    | 2 | 2 | 4 | 14:16 | 8    |
| 4.     | CEOV       | 8    | 2 | 1 | 5 | 7:14  | 1    |
| 5.     | Cacerense  | 8    | 0 | 3 | 5 | 7:16  | 3    |

|  | Geplaatst voor tweede fase |
|  | Degradatie                 |

### Groep B
| Plaats | Club      | Wed. | W | G | V | Saldo | Ptn. |
| ------ | --------- | ---- | - | - | - | ----- | ---- |
| 1.     | Cuiabá    | 8    | 6 | 2 | 0 | 22:4  | 20   |
| 2.     | Dom Bosco | 8    | 4 | 2 | 2 | 15:10 | 14   |
| 3.     | União (1) | 8    | 5 | 2 | 1 | 13:7  | 11   |
| 4.     | Araguaia  | 8    | 1 | 0 | 7 | 4:16  | 3    |
| 5.     | Operário  | 8    | 1 | 0 | 7 | 4:21  | 3    |

(1): União verloor zes punten voor het opstellen van een niet-speelgerechtigde speler.
|  | Geplaatst voor tweede fase |
|  | degradatie                 |

## Tweede fase
In geval van gelijkspel worden er strafschoppen genomen, tussen haakjes weergegeven. 
|  | halve finale | halve finale | halve finale | halve finale |  |        | finale | finale | finale | finale |
|  |              |              |              |              |  |        |        |        |        |        |
|  |              |              |              |              |  |        |        |        |        |        |
|  | Luverdense   | 1            | 0            | 1 (2)        |  |        |        |        |        |        |
|  | Cuiabá       | 0            | 1            | 1 (4)        |  |        |        |        |        |        |
|  |              |              |              |              |  | Cuiabá | 2      | 0      | 2 (5)  |        |
|  |              |              |              |              |  | Sinop  | 1      | 1      | 2 (4)  |        |
|  | Dom Bosco    | 2            | 0            | 2            |  |        |        |        |        |        |
|  | Sinop        | 3            | 4            | 7            |  |        |        |        |        |        |

Details finale
|               |                           |       |                 |                        |
| 30 april Heen | Cuiabá                    | 2 – 1 | Sinop           | Arena Pantanal, Cuiabá |
| 30 april Heen | Douglas 63' Marinho 90+2' |       | 50' Cabralzinho | Arena Pantanal, Cuiabá |

| Cuiabá | Sinop |

|             |                                                       |       |                                                       |                         |
| 7 mei Terug | Sinop                                                 | 1 – 0 | Cuiabá                                                | Gigante do Norte, Sinop |
| 7 mei Terug | Andrezinho 64'                                        |       |                                                       | Gigante do Norte, Sinop |
| 7 mei Terug | Strafschoppen                                         |       |                                                       | Gigante do Norte, Sinop |
| 7 mei Terug | Cabralzinho Andrezinho Maycon Alex Ricardo Jorge Preá | 4 - 5 | Bruno Veiga Gabriel Ramos Juba Douglas Mendes Betinho | Gigante do Norte, Sinop |

| Sinop | Cuiabá |

### Kampioen
| Campeonato Mato-Grossense de 2017 |
| Mato-Grosso                       |
| --------------------------------- |
| CUIABÁ Kampioen (7° titel)        |